# Frank Alexander (actor)
Frank Alexander (25 de mayo de 1879-8 de septiembre de 1937) fue un humorista y actor cinematográfico de nacionalidad estadounidense, activo principalmente en la época del cine mudo. 

## Biografía
Nacido en Olympia, Washington, Alexander, que tenía obesidad mórbida (350 libras), era sobre todo conocido por interpretar a malvados en las películas de Larry Semon, que a menudo eran los padres de las amantes  de Semon. Encarnó al personaje del Tío Henry en el film de Semon Wizard of Oz. Formó también parte de un grupo cómico llamado "A Ton Of Fun", del cual formaban parte otros dos actores obesos, Kewpie Ross y Hilliard Karr.
Según un artículo de Richard M. Roberts en Classic Images, uno de los ingredientes claves de los filmes de Larry Semon era la presencia de un personaje muy gordo, usualmente Frank Alexander, interpretando al padre de la heroína de Larry.
En su momento fue proclamado como uno de los tres actores más gordos en aparecer en la pantalla, siendo Roscoe Arbuckle uno de los otros.
Frank Alexander falleció en 1937 en Los Ángeles, California, a los 58 años de edad. Fue enterrado en el Cementerio Hollywood Forever.

## Selección de su filmografía
- By the Sad Sea Waves (1917)
- Rainbow Island (1917)
- Huns and Hyphens (1918)
- Bears and Bad Men (1918)
- Dull Care (1919)
- The Stage Hand (1920)
- The Bakery (1921)
- The Rent Collector (1921)
- The Fall Guy (1921)
- The Bell Hop (1921)
- The Sawmill (1922)
- The Show (1922)
- Her Boy Friend (1924)
- Kid Speed (1924)
- Wizard of Oz (1925)
- Hop to It! (1925)
- The Perfect Clown (1925)
- Play Safe (1927), con Monty Banks
- The Barber Shop (1933), con W. C. Fields